# Boca de Túnel

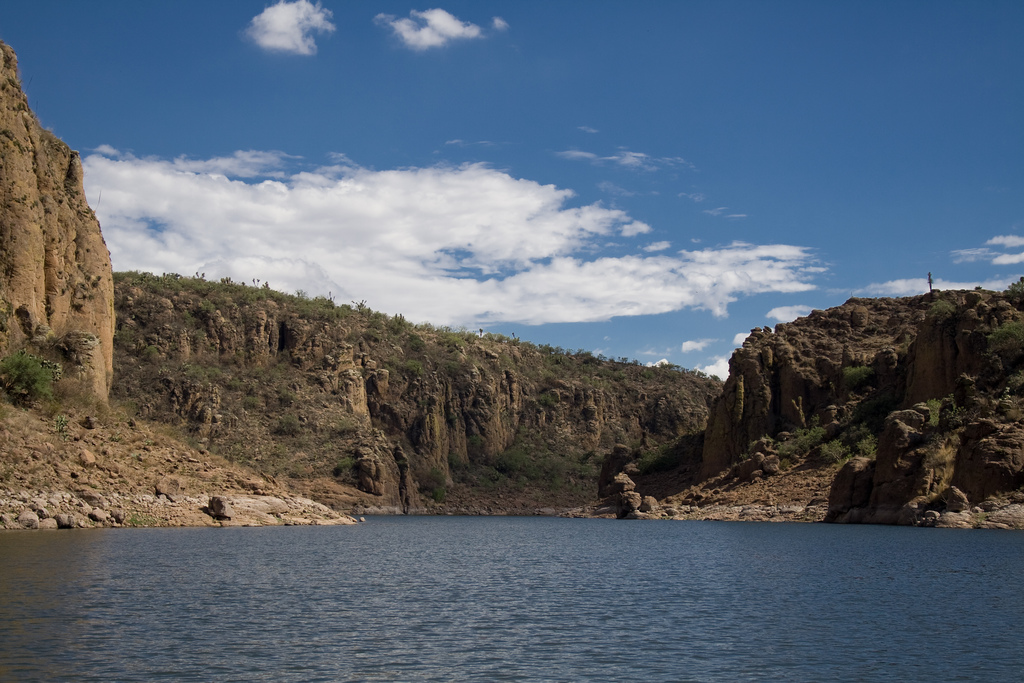
Boca de Túnel.

Boca de Túnel, Potrerillo, es un sistema de grandes cañones formados hace millones de años donde últimamente se han utilizado como presas, se localiza en el Municipio de Rincon de Romos, en el estado mexicano de Aguascalientes.
Es un atractivo turístico de deportes extremos en donde se ofrecen diversos recorridos por el lugar, se pueden apreciar los espectaculares cañones. El clima es frío, ya que se encuentra sobre la Sierra Fría, la temperatura media anual es de 16 °C.
Desde mediados de 2009, cuenta con una incipiente industria turística, consistente en dos hoteles y una estación balnearia.